# CZWウルトラバイオレントアンダーグラウンド王座
CZWウルトラバイオレントアンダーグラウンド王座（シージーダブリューうるとらばいおれんとあんだーぐらうんどおうざ | CZW Ultraviolent Underground Championship ― シージーダブリュー・ウルトラバイオレント・アンダーグラウンド・チャンピオンシップ）は、2005年2月5日に創設された、コンバット・ゾーン・レスリングのチャンピオンベルトである。

## 歴史
2005年、コンバット・ゾーン・レスリングの設立6周年を記念する大会にあって、ネクロ・ブッチャーを下したJCベイリーが初代の獲得者へ。
その創設からちょうど5年目を迎えた2010年にあっては、ウエストサイド・エクストリーム・レスリング(wXw)というドイツのプロレス団体が舞台となったこの王座を賭けた一戦において、第12代目王者のサムタック・ジャックがアダム・ポラクに敗れたことで、この王座の歴史上初の米国外における変動という事態が起こった。
2012年にMASADAがCZW世界ヘビー級王座を獲得すると統合される形で封印された。

## 獲得史
| 名前                 | 回 | 獲得日         | 場所                             |
| -------------------- | -- | -------------- | -------------------------------- |
| JCベイリー           | 1  | 2005年2月5日   | ペンシルベニア州フィラデルフィア |
| ジョン・ザンディグ   | 1  | 2005年7月      | 『ザ・ジャンクヤード』           |
| ネクロ・ブッチャー   | 1  | 2005年7月30日  | デラウェア州ニューキャッスル     |
| JCベイリー           | 2  | 2005年8月13日  | ペンシルベニア州フィラデルフィア |
| ニック・ゲージ       | 1  | 2006年1月14日  | ペンシルベニア州フィラデルフィア |
| ドレイク・ヤンガー   | 1  | 2006年10月15日 | デラウェア州ミドルタウン         |
| ブレイン・ダメージ   | 1  | 2007年5月12日  | ペンシルベニア州フィラデルフィア |
| ブレイン・ダメージ   | 2  | 2007年9月15日  | デラウェア州スマーナ             |
| ドレイク・ヤンガー   | 2  | 2008年2月9日   | ペンシルベニア州フィラデルフィア |
| ダニー・ハボック     | 1  | 2008年10月11日 | ペンシルベニア州フィラデルフィア |
| サミ・キャラハン     | 1  | 2009年10月25日 | デラウェア州タウンゼント         |
| サムタック・ジャック | 1  | 2009年10月25日 | デラウェア州タウンゼント         |
| アダム・ポラク       | 1  | 2010年1月17日  | ドイツオーバーハウゼン           |
| ニック・ゲージ       | 2  | 2010年11月7日  | ドイツオーバーハウゼン           |
| 宮本裕向             | 1  | 2010年12月11日 | ペンシルベニア州フィラデルフィア |
| 葛西純               | 1  | 2011年3月22日  | 新木場1stRing                    |
| ダニー・ハボック     | 2  | 2011年4月9日   | ペンシルベニア州フィラデルフィア |
| MASADA               | 1  | 2011年7月9日   | ペンシルベニア州フィラデルフィア |